# Hypanthidioides musciformis
Hypanthidioides musciformis är en biart som först beskrevs av Carlos Schrottky 1902.  Hypanthidioides musciformis ingår i släktet Hypanthidioides och familjen buksamlarbin. Inga underarter finns listade i Catalogue of Life.